# Băiculești
Băiculeşti é uma comuna romena localizada no distrito de Argeş, na região de Muntênia. A comuna possui uma área de 76.46 km² e sua população era de 6251 habitantes segundo o censo de 2007.